# Come l'America
Come l'America (in inglese: Almost America) è una miniserie televisiva (due puntate da 100 minuti) del 2001, diretta dai registi Andrea e Antonio Frazzi e andata in onda su Rai 1 il 23 e 24 aprile 2001, con Sabrina Ferilli e Massimo Ghini.

## Trama
In seguito all'alluvione del Polesine del 1951, Antonia, dopo aver perso tutto ciò che aveva, decide di lasciare il suo paese e di raggiungere il marito, emigrato in Canada. Una volta giunta in Nordamerica, l'attende però un'amara sorpresa: il marito ha ora una nuova famiglia.

## Produzione
- La fiction è stata girata in 11 settimane tra Polesine e Canada[1]